# Пігмеї (раса)

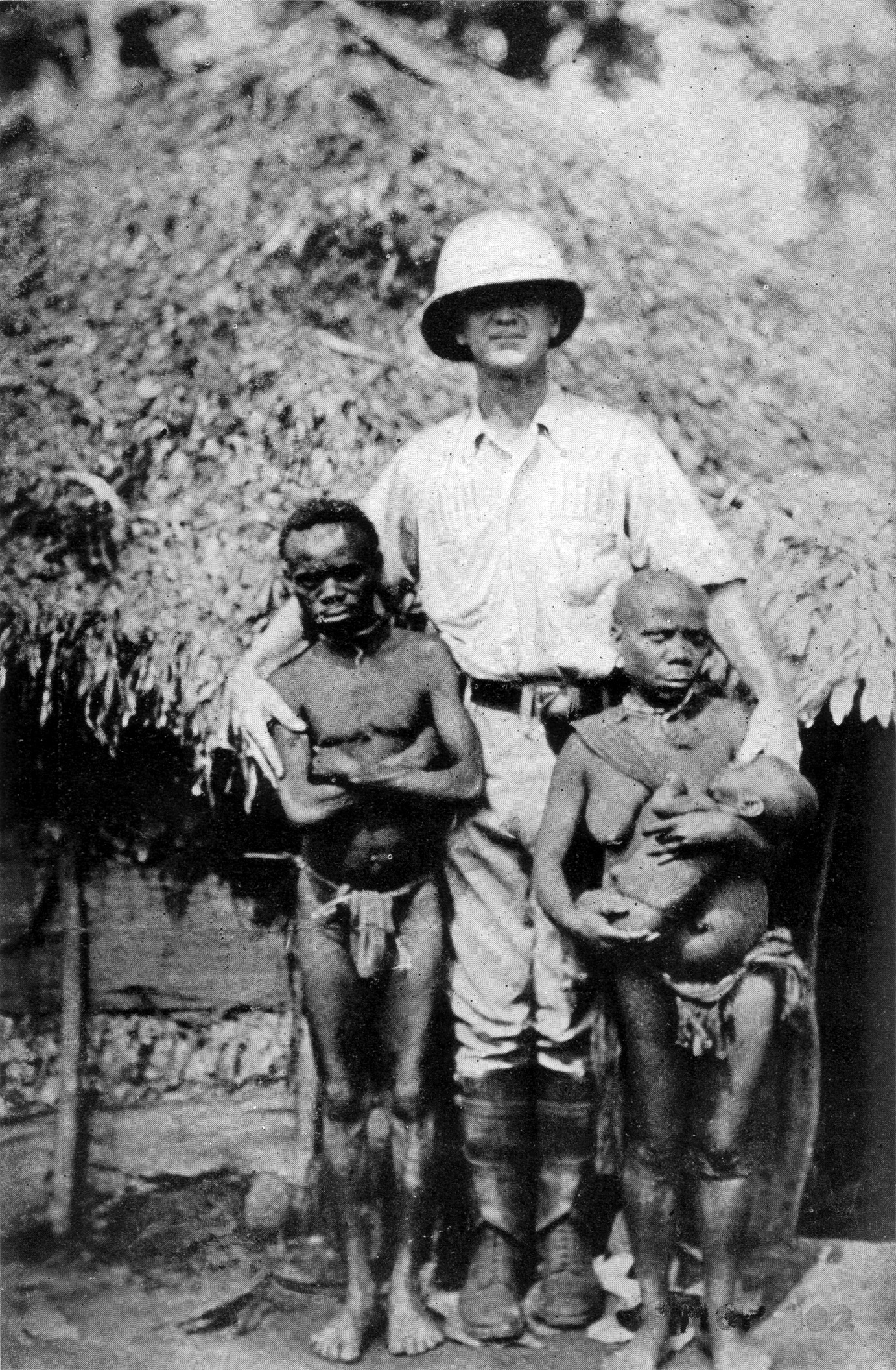
Африканські пігмеї і європейський дослідник

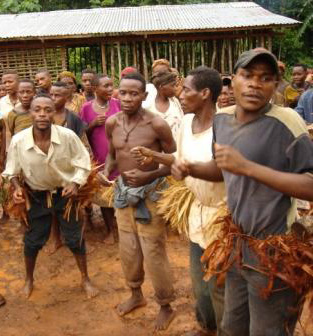
Танцюристи Бака у Східній провінції Камеруну

Пігмеї — група низькорослих (середній ріст дорослих чоловіків менше за 150 см) негроїдних народів, що живуть переважно в екваторіальних лісах Африки.
Народи, що мають трохи вищий ріст, називаються «пігмоїди». Найвідомішими є пігмеї ака, ефе і мбуті Центральної Африки. Є також пігмеї Австралії, Таїланду, Малайзії, Індонезії, Філіппін, Папуа Нової Гвінеї та Бразилії. Термін також включає в себе негритосів Південно-Східної Азії.

## Етимологія
Термін пігмей, що використовується для позначення мініатюрних людей, походить від грецького πυγμαίος (Pygmaios) — кулак, або міра довжини, що відповідає відстані між ліктем і суглобом пальця. У грецькій міфології вперше описує плем'я низькорослих людей Гомер, який повідомляє, що вони жили в Індії і на південь від сучасної Ефіопії

## Генеза
Існує багато теорій для пояснення маленького росту пігмеїв. Найґрунтовніша — зменшення росту може розвинулися як адаптація до низького рівня ультрафіолету в сонячному світлі на нижньому рівні тропічних лісів, через це зменшено виробництво вітаміну D в шкірі людини, тим самим обмежуючи поглинання кальцію з їжі для зростання та відновлення кісток
Інші теорії малий ріст пігмеїв пояснюють:
- відсутністю їжі в тропічних лісах,
- низьким рівнем кальцію в ґрунті,
- пристосування до хащ,
- адаптація до спеки і вологості,
- швидке репродуктивне дозрівання в умовах ранньої смертності[8]

## Африка

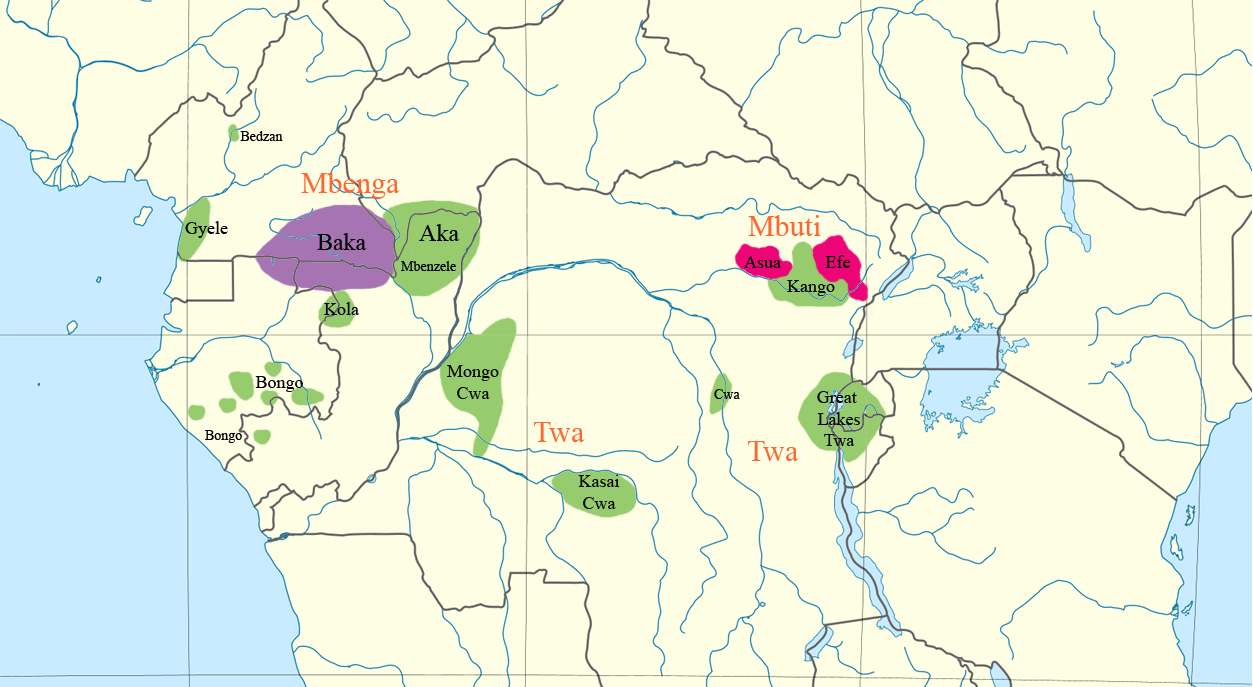
Розподіл пігмеїв і їхніх мов згідно з Bahuchet (2006). Південні тва не показані

Пігмеї декількома етнічними групами живуть в Руанді, Бурунді, Уганді, Демократичній Республіці Конго, Центральноафриканській Республіці, Камеруні, Екваторіальній Гвінеї, Габоні, Республіці Конго, Анголі, Ботсвані , Намібії і Замбії. Більшість пігмеїв є мисливцями-збирачами. Вважається, що в тропічних лісах Конго живуть 250—600 тисяч пігмеїв Проте, хоч більшість пігмеїв мешкають у джунглях, пігмеї-тва живуть у болотах і пустелях.

### Групи
Існує принаймні десяток груп африканських пігмеїв, мало пов'язані між собою найвідомішим є мбенге (ака і бака) заходу басейну річки Конго, які говорять банту і убангійськими мовами; мбуті (ефе тощо) тропічних лісів Ітурі, які говорять банту і центральносуданськими мовами, тва Великих Африканських озер говорять мовами банту кірунді і кіга.

### Спорідненість з іншими африканцями
Поширена думка, що африканські пігмеї є прямими нащадками мисливців-збирачів неоліту Центральної Африки, які були пізніше частково асимільовані або витіснені дехканами, і прийняли їх центральносуданські, убангійські і банту мови. Ця точка зору не має беззаперечної археологічної, генетичної та лінгвістичної підтримки
Близько 30 % слів мови Ака не є банту, і такий же відсоток є до мов Бака і убангійської. Велика частина цього лексичного шару є ботанічними термінами або спеціалізованими термінами мисливців-збирачів. Було висловлено припущення, що це залишки окремих пігмейських мов (Мбенге або «баака»). Наразі «Баака» реконструйована тільки на рівні 15 століття
Генетично пігмеї вельми відрізняються від всіх інших людських популяцій. Дослідження генетичних маркерів стверджує, що африканські пігмеї відокремились від решти людської спільноти наступними після койсанів (відокремлення від решти людської популяції близько 60 тис. років до Р. Х., виокремлення на західних і східних пігмеїв близько 20 тис. років до Р. Х.) Африканські пігмеї мають велике генетичне різноманіття

## Азія

### Негритоси
Негритосів Південно-Східної Азії (у тому числі батак і аета Філіппін, андаманці Андаманських островів, семанг півострова Малакка, тапіро і не менше восьми інших племен в Новій Гвінеї) іноді називають пігмеями (особливо в старій літературі).
Негритоси низьким зростом і темною шкірою сходні з африканськими пігмеями. Назва «негритос», походить від іспанського, що має значення «маленька чорна людина», була дана першими дослідниками.
Дослідники, які назвали негритосами андаманців хибно вирішили про близько спорідненість цих племен і африканців. Проте, наступні дослідження антропологів показали що крім темної шкіри і кучерявого волосся, андаманці мають мало спільного з будь-яким африканським племенем, в тому числі з африканськими пігмеями Їх схожість з африканськими пігмеями, як правило, вважається, пов'язано з адаптацією до аналогічного середовища, а не спільним походженням.
Залишки щонайменше 25 пігмеїв, які жили між 1000 і 3000 років тому, були знайдені у 2011 на островах Палау в Мікронезії.
Їх походження та шляхи їх міграції в Азії, як і раніше викликає серйозну полеміку. Вони генетично далекі від африканців і вельми рано відокремились від решти сучасних азійців.

### Рампасаса
Люди з Рампасаса села на острові Флорес, Індонезія є низькорослими, не будучи темношкірими. Наявність карликових людей на острові Флорес, на думку деяких дослідників, підтримує тезу, що «Флореська людина» (Homo floresiensis), насправді не є самостійним видом, а є рештками невисокого не працездатного населення Homo sapiens.

### Тарон
Френк Кінгдон-Вард на початку 20 століття, Алан Рабинович в 1990 році, П. Крістіан Кліегер в 2003 році, тощо повідомляли про плем'я пігмеїв-тарон тибето-бірманської мовної сім'ї що населяють віддалені райони гори Хкакабо Разі в Південно-Східній Азії, на кордоні Китаю (провінції Юньнань і Тибет), Бірми та Індії. Бірманські дослідники від 1960-х років повідомляли що середня висота дорослого чоловіка тарон 1,43 м, а жінок 1,40 м. Причиною їх малого росту дослідники називають кепське харчування і ендогамну практику шлюбу. Кількість пігмеїв-тарон неухильно скорочується, і тепер залишилося тільки кілька людей.

## Австралія
Пігмеї-джабугай населяють ліси Північного Квінсленду, Австралія.